# Shigeo Maruyama
Shigeo Maruyama (jap. 丸山 繁雄, Maruyama Shigeo; * 22. Juni 1951 in der Präfektur Niigata) ist ein japanischer Jazzsänger und Bigbandleader.

## Wirken
Shigeo Maruyama studierte an der Waseda-Universität in Tokyo ab 1974 zunächst Jazzgesang, 1976 Gitarre bei Kazumi Watanabe; in dieser Zeit trat er als Sänger auf. Sein Debüt als professioneller Musiker hatte er 1974 mit dem Trio des Pianisten Norio Kotani. In den folgenden Jahren arbeitete er mit Ryōjirō Furusawa, Shigeharu Mukai und Takashi Miyasaka; ab 1977 leitete er eine eigene Band. Ab den 1980er-Jahren legte er z. T. Pop-orientierte Alben wie Ju-Ju (1987) vor (darauf die Songs Potato Vender und Tackle Down). Er nahm Anfang der 1980er-Jahre das Album A Young Father's Song (Aketa's Disc) auf. Bei einem New-York-Aufenthalt entstand 1990 die Produktion Sweet Lorraine, bei der Maruyama von Norman Simmons, Lisle Atkinson und Kenny Washington begleitet wurde. Mit seiner Bigband, dem Shigeo Maruyama Suikyo Za Orchestra, gastierte er 1993 auf dem zweiten Yamaha Jazz Festival (Kick Off). Im selben Jahr entstand noch das Album Younger Than Spring (Insights, u. a. mit Midori Matsuya, Katsuyoshi Katayama, Yutaka Sasaki), auf dem er Jazzstandards wie „Body and Soul“, „How Long Has This Been Going On?“, „Solitude“ und „What Is This Thing Called Love?“ interpretierte.

## Diskographische Hinweise
- Vintage Songbook (Universal/Verve, 2001)
- Shigeo Maruyama Meets Jon Hendricks (2016), mit James Zollar, Mabumi Yamaguchi, Masayoshi Yoneda, Keiji Takeda, Nobuyuki Komatsu

## Lexikalischer Eintrag
- Kazunori Sugiyama Maruyama, Shigeo. In: Barry Kernfeld (Hrsg.) The New Grove Dictionary of Jazz Oxford University Pres 2002